# Ten Years Gone
Ten Years Gone is een nummer van de Engelse rockband Led Zeppelin. Het is het tiende nummer van hun zesde studioalbum Physical Graffiti uit 1975.
De Amerikaanse producer Rick Rubin zei over het nummer:

Een diep, reflecterend nummer met hypnotische, verweven riffs. Licht en donker, schaduw en schittering. Het klinkt alsof de natuur door de luidsprekers komt.

## Achtergrond
Gitarist Jimmy Page had het nummer in eerste instantie geschreven als een instrumentaal nummer. Hij nam veertien gitaartracks op, om op die manier een zo vol mogelijk geluid te produceren. Zanger Robert Plant voegde er later de tekst aan toe, die opgedragen is aan een voormalige vriendin van hem die tien jaar daarvoor de zanger voor de keus stelde: "Kies je voor mij, of voor je muziek?"
Tijdens een interview in 1975, dat Plant samen met Page gaf aan journalist Steve Pinder, zei Plant:

Ik zal je een verhaal vertellen hoe de tekst van "Ten Years Gone", van ons nieuwe album, is ontstaan. Voordat ik bij Led Zeppelin kwam, werkte ik keihard. Een vrouw waar ik stapelverliefd op was zei; "Oké, je moet nu kiezen voor mij of voor je fans." Niet dat ik al fans had, maar ik zei: "Ik kan er niet mee stoppen, ik moet ermee door." Ik denk dat ze tegenwoordig wel tevreden zal zijn. Ze heeft een volautomatische wasmachine en een kleine sportwagen. We zouden elkaar nu niets meer te vertellen hebben. Ik zou best wel een relatie met haar kunnen hebben, maar zij niet met mij. Het zouden tien verspilde jaren geweest zijn, denk ik. 

## Live-uitvoeringen
Tijdens de concerttour door de Verenigde Staten in 1977, was "Ten Years Gone" een vast onderdeel van de setlist. Bassist John Paul Jones speelde de melodie in het begin op een akoestische gitaar maar later op een zogenaamde triple-neck gitaar. Deze gitaar is in 1974 speciaal voor Jones gebouwd door de Britse gitaarbouwer, Andy Manson. Het instrument bestaat uit een 8-snarige mandoline, een 12-snarige en 6-snarige gitaar. Jimmy Page gebruikte tijdens live-uitvoeringen van het nummer zijn 1953 Botswana Brown Fender Telecaster.
De band speelde het nummer ook op 24 juli 1979 in Kopenhagen (Denemarken). 
Op 4 augustus 1979 werd het nummer gespeeld tijdens het Knebworth Festival, dit was tevens de laatste keer dat "Ten Years Gone" live werd uitgevoerd door de band.

### Andere live-versies
Page and Plant speelden het nummer op 15 februari 1996, in Osaka tijdens hun concerttour door Japan.
Jimmy Page speelde het nummer samen met de Amerikaanse rockband The Black Crowes tijdens hun gezamenlijke tournee in 1999. Een live-versie daarvan is in 2000 verschenen op het livealbum Live at the Greek. Tijdens een interview dat Page in juni 2003 gaf aan de Amerikaanse radio-omroep National Public Radio, zei hij:

We speelden "Ten Years Gone" en toen hoorde ik ineens al die gitaarpartijen die ik nog nooit zo gehoord had, behalve dan vanaf de plaat. We konden dat met Led Zeppelin nooit op die manier live spelen alleen met die ene gitaar van mij. Het was fantastisch.

## Recensies
De Amerikaanse journalist Jim Miller, schreef in 1975 in het muziektijdschrift Rolling Stone dat "Ten Years Gone" hem deed denken aan het nummer "Dear Prudence" van The Beatles, vanwege "de overgang van de coupletten in een prachtig soort waggelend refrein." Ook vergeleek hij de zang van Robert Plant met het geluid van Rod Stewart.
Bij de verschijning van de geremasterde uitgave van het album Physical Graffiti in 2015, noemde Jon Hadusek van het Amerikaanse webzine Consequence of Sound, het nummer "een van de meest openhartige" die Page en Plant geschreven hebben.
Brice Ezell van het webzine PopMatters noemde "Ten Years Gone" het hoogtepunt van Physical Graffiti.
Ezell:

"Ten Years Gone" vertoont haast betoverend gitaarwerk, vooral door de manier waarop Jimmy Page meerdere gitaarriffs over elkaar heen legt. De hoofdriff van het nummer is prachtig. In een tijdsbestek van zeseneenhalve minuut gaat het nummer op en af, als eb en vloed van de zee. 

## Cover-versies
Ten Years Gone is door diverse artiesten gecoverd. De bekendste zijn:

| Artiest                       | Album                                                               | Jaar |
| ----------------------------- | ------------------------------------------------------------------- | ---- |
| Jason Bonham Band             | In the Name of My Father – The Zepset – Live from Electric Ladyland | 1997 |
| Dread Zeppelin                | De-jah-Voodoo - Greatest & Latest Hits                              | 2000 |
| Jimmy Page & The Black Crowes | Live at the Greek                                                   | 2000 |
| Vitamin String Quartet        | The String Quartet Tribute to Led Zeppelin, Vol. 2                  | 2002 |
| Michael Bluestein             | Wild World                                                          | 2002 |
| Led Zepagain                  | Led Zepagain - A Tribute to Led Zeppelin                            | 2005 |
| Michael Kiwanuka              | Physical Graffiti Redrawn                                           | 2015 |

John Bonham · John Paul Jones · Jimmy Page · Robert Plant